# کیهان: یک سفر شخصی
کیهان: یک سفر شخصی (به انگلیسی: Cosmos: A Personal Voyage) مجموعه تلویزیونی علمی بود که توسط شبکهٔ پی‌بی‌اس آمریکا در سال ۱۹۸۰ تهیه شد. اجرای مجموعه بر عهدهٔ کارل سیگن بود. همچنین کتاب کیهان گلچینی از موضوعات این مجموعه است.